# Міжнародний кінофестиваль «Брати Манакі»
Міжнародний кінофестиваль «Брати Манакі» (макед. Меѓународен фестивал на филмската камера «Браќа Манаки») — найбільший міжнародний кінофестиваль Македонії, організований Професійною кіноасоціацією Македонії. Кінофорум операторського мистецтва носить імена засновників першої македонської кіностудії Янакі та Мілтона Манакі. В програму фестивалю входять найновіші фільми, зняті на світових кіностудіях. Вони борються за Золоту, Срібну та Бронзову Камери 300, які вручаються кращим з них. Поряд з офіційною, в рамках фестивалю проходиться також конкурсна програма короткометражних фільмів, майстер—класи, семінари, дискусійні сесії та вистави.

## Історія
Міжнародний кінофестиваль проводиться щороку в місті Бітола, в якому з 1905 року проживали перші кінооператори на Балканах, брати Янакі і Мілтон Манакі. Якось одного разу Янакі придбав кінокамеру компанії «Charles Urban Trading», це був 300 за рахунком екземпляр серії BIOSCOPE. Кінематограф на Балканах почався саме з цієї камери, що згодом отримала назву «Камера 300», і тому головна премія кінофестивалю називається саме так.

## Гості
Фестиваль відвідали багато відомих людей з культурного, соціального та політичного життя, включаючи світових кінозірок: Майкла Йорка, Чарльза Денса, Вікторії Абріль, Деріл Ганни, Катрін Денев, Ізабель Юппер, а також багатьох представників політичного та суспільного життя в Македонії: президенти Македонії (Кіро Глігоров, Борис Трайковський, Бранко Црвенковський, Ґеорґе Іванов) та багато інших громадських діячів, таких як: Раде Шербеджія, Мілчо Манчевський, Столе Попов та багато інших.

## Списки переможців
На XIV фестивалі в 1993 році були представлені офіційні нагороди «Золота, срібна та бронзова камера 300».

### Золота камера 300[3]
- 1993 — Вілько Філач — Аризонська мрія
- 1994 — Жерард Сімон — Луїс, дитина короля
- 1995 — Стефан Куллангер — Між двома роками
- 1996 — Масао Накаборі — Світло ілюзій
- 1997 — Сергій Астахов — Брат
- 1998 — Вальтер Карвальо — Центральний вокзал
- 1999 — Яцек Петрицький — Подорож до Сонця
- 2000 — Андреас Хофер — Три життя Ріти
- 2001 — Рішард Ленчевський — Останній засіб
- 2002 — Вальтер Карвальо — Ліворуч від Отця
- 2003 — Крістофер Дойл — Герой і Баррі Акройд — Солодкі шістнадцять
- 2004 — Райнер Клауманн — Головою об стіну
- 2005 — Шу Ян Конг — Павич
- 2006 — Стефан Фонтен — І моє серце завмерло
- 2007 — Драган Маркович — Живі і мертві і Яромир Шофр — Я обслуговував англійського короля
- 2008 — Родріго Пріето — Порочний зв'язок
- 2009 — Наташа Брайєр — Молоко скорботи
- 2010 — Марін Гшалахт — Жінки без чоловіків
- 2011 — Фред Келемен — Туринський кінь
- 2012 — Джоланта Ділевська — У темряві
- 2013 — Кіко де ла Ріка — Білосніжка
- 2014 — Валентин Васянович — Плем'я
- 2015 — Маттіас Ерделі — Син Саула[4]
- 2016 — Яні—Петтері Пассі — Найщасливіший день у житті Оллі Мякі
- 2017 — Марсель Рев — Місяць Юпітера

### Золота камера 300 за досягнення в житті[5]
- 1996 — Мілтон Манакі
- 1997 — Любей Петковський і Бранко Михайловський
- 1998 — Свен Нюквіст
- 1999 — Єжи Войчик
- 2000 — Фредді Френсіс
- 2001 — Мирослав Ондржичек і Анрі Алекан
- 2002 — Тоніно Деллі Коллі
- 2003 — Рауль Кутар
- 2004 — Вадим Юсов
- 2005 — Вітторіо Стораро
- 2006 — Міхаель Балльхаус
- 2007 — Анатолій Петрицький
- 2008 — Вальтер Карвальо
- 2009 — Біллі Вільямс і Пітер Сушицький
- 2010 — Вілмош Жигмонд
- 2011 — Данте Спінотті
- 2012 — Лучано Товолі
- 2013 — Хосе Луїс Алькайне
- 2014 — Кріс Менгес
- 2015 — Божидар-Бота Ніколік, Яромир Шофр, Рішард Ленчевський
- 2016 — Робі Мілер, Джон Сіл[6]
- 2017 — Джузеппе Ротунно і П'єр Ломм

### Золота камера 300 за особливий внесок у світове мистецтво[3]
- 2002 — Робі Мілер
- 2003 — Крістофер Дойл
- 2006 — Чарльз Денс
- 2007 — Бранко Лустіг
- 2008 — Менахем Голан, Велько Булаїч і Карен Шахназаров
- 2009 — Вікторії Абріль і Ентоні Дод Ментл
- 2010 — Деріл Ганна і Роджер Пратт
- 2011 — Бруно Делбонел і Мікі Манойлович
- 2012 — Крістіан Бергер і Катрін Денев
- 2013 — Аньєс Годар і Ізабель Юппер
- 2014 — Лука Бігацці і Жульєт Бінош
- 2015 — Олексій Серебряков і Бруно Ганц[4]
- 2016 — Федон Папамайкл

### Золота камера 300 за найкращий короткометражний фільм[3]
- 2009 — Педро Піес — Загін смерті і Нікола Болдук — Наступний поверх
- 2010 — Тьєрі Годфро — Рання зима
- 2011 — Хорхе Креспо — Корал
- 2012 — Васко Віана — Рафа[7]
- 2013 — Хосе Мартін Росет — Голос на задньому плані
- 2014 — Константин-Міндія Есадзе — Дінола
- 2015 — Горан Наумовський — Вниз з неба[4]
- 2016 — Лука Коасин — Парк

### Велика зірка Македонського кіно[3]
- 2013 — Кирил Ценевський
- 2014 — Мілчо Манчевський
- 2015 — Дарко Маркович
- 2016 — Саймон Перрі

## Список директорів фестивалю[3]
До 1993 року фестиваль не мав директора, таку посаду було введено в 1993 році.
- 1993—1995: Борис Ноневський
- 1995—1995: Горжан Тозія
- 1996—1998: Делко Михайлов
- 1998—2001: Володимир Атанасов
- 2001—2009: Томі Салковський[8]
- 2009—2014: Лабіна Митевська[9]
- 2015—2016: Дімітар Ніколов[10]
- 2016-дотепер: Благот Куновський[11]